# Götz Widmann
Pour les articles homonymes, voir Widmann (homonymie).
Götz Widmann est un chanteur allemand originaire de Bonn, ex-membre du groupe Joint Venture né à Bad Brückenau le 23 novembre 1965.

## Discographie
- 1995: Dinger (avec Joint Venture)
- 1995: Augen zu (Joint Venture)
- 1996: Unanständige Lieder (Live, avec Joint Venture)
- 1998: Ich brauch' Personal (avec Joint Venture)
- 1999: Extremliedermaching (avec Joint Venture)
- 2001: Götz Widmann
- 2002: Kleinti (avec Joint Venture)
- 2003: Drogen (Live)
- 2004: Zeit (Temps)
- 2006: Habt euch lieb
- 2006: harmlos (DVD)
- 2008: böäöäöäöäöä (Live)
- 2009: Hingabe (Live)
- 2010: Balladen (Live)
- 2011: Ahoi!
- 2013: Live
- 2013: Bärndütsch (Live avec Billy Rückwärts)
- 2014: Krieg und Frieden (Guerre et Paix)